# 鄭剣豪
鄭 剣豪（てい けんごう、男性、1964年11月30日 - ）は中国人実業家。剣豪集団株式会社会長。一般社団法人日本中国商会（JCCC）会長。日本寧波商会会長。中国寧波市生まれ。神戸大学法学修士。北京大学光華管理学院EMBA。
アジア貿易、投資ファンド運営、企業M&A、工業団地開発、文化交流事業、不動産開発管理など多岐に事業を行い、寧波、香港、北京、東京、大阪、北九州など各地に法人を運営。
経営者として活躍するほか、20年間以上日中友好交流活動に力を入れ、日中未来研究会会長、北京大学日本同窓会理事長、神戸市企業誘致顧問、北九州市立大学大学院特任教授などを歴任。両国のマスコミを通じ、日中友好論者として、積極的に活動を展開している。
政治観:反共主義
著作としては「日本官僚制論」、「国際政治講座」、「Japan+China世界最強タッグ」などがある。
2010年6月7日、 日経スペシャル カンブリア宮殿 「200回スペシャル第2弾 日本は生き残れるのか？」（テレビ東京）に出演。
2014年に神戸にあるP&Gジャパンの30階建ての本社ビルを買収。
2015年6月にジャスダック上場の株式会社エム・エイチ・グループを傘下に収め、代表取締役会長に就任。